# Utaperla
Utaperla is een geslacht van steenvliegen uit de familie groene steenvliegen (Chloroperlidae). De wetenschappelijke naam van het geslacht is voor het eerst geldig gepubliceerd in 1952 door Ricker.

## Soorten
Utaperla omvat de volgende soorten:
- Utaperla gaspesiana Harper & Roy, 1975
- Utaperla orientalis Nelson & Hanson, 1969
- Utaperla sopladora Ricker, 1952